# Lista de presidentes do Brasil por serviço militar
A Lista de presidentes do Brasil por serviço militar tem os presidentes que tiveram carreira nas Forças Armadas e suas respectivas patentes máximas.
Dos 36 presidentes, 12 já tiveram passagem por Forças Armadas, todos oriundos do Exercito.

## Lista
| Nº    | Presidente                |  | Insignia   | Patente             | Força      |       |
| ----- | ------------------------- |  | ---------- | ------------------- | ---------- | ----- |
| 1     | Deodoro da Fonseca        |  |            | Generalíssimo       | Exército   | [ 2 ] |
| 2     | Floriano Peixoto          |  |            | Marechal            | Exército   | [ 3 ] |
| 3     | Prudente de Morais        |  | Não serviu | Não serviu          | Não serviu |       |
| 4     | Campos Sales              |  | Não serviu | Não serviu          | Não serviu |       |
| 5     | Rodrigues Alves           |  | Não serviu | Não serviu          | Não serviu |       |
| 6     | Afonso Pena               |  | Não serviu | Não serviu          | Não serviu |       |
| 7     | Nilo Peçanha              |  | Não serviu | Não serviu          | Não serviu |       |
| 8     | Hermes da Fonseca         |  |            | Marechal            | Exército   | [ 4 ] |
| 9     | Venceslau Brás            |  | Não serviu | Não serviu          | Não serviu |       |
| 10    | Delfim Moreira            |  | Não serviu | Não serviu          | Não serviu |       |
| 11    | Epitácio Pessoa           |  | Não serviu | Não serviu          | Não serviu |       |
| 12    | Artur Bernardes           |  | Não serviu | Não serviu          | Não serviu |       |
| 13    | Washington Luís           |  | Não serviu | Não serviu          | Não serviu |       |
| 14/17 | Getúlio Vargas            |  |            | 2º Sargento         | Exército   | [ 5 ] |
| 15    | José Linhares             |  | Não serviu | Não serviu          | Não serviu |       |
| 16    | Eurico Gaspar Dutra       |  |            | Marechal            | Exército   | [ 6 ] |
| 18    | Café Filho                |  | Não serviu | Não serviu          | Não serviu |       |
| 19    | Carlos Luz                |  | Não serviu | Não serviu          | Não serviu |       |
| 20    | Nereu Ramos               |  | Não serviu | Não serviu          | Não serviu |       |
| 21    | Juscelino Kubitschek      |  | Não serviu | Não serviu          | Não serviu |       |
| 22    | Jânio Quadros             |  | Não serviu | Não serviu          | Não serviu |       |
| 23/25 | Ranieri Mazzilli          |  | Não serviu | Não serviu          | Não serviu |       |
| 24    | João Goulart              |  | Não serviu | Não serviu          | Não serviu |       |
| 26    | Humberto Castelo Branco   |  |            | Marechal            | Exército   | [ 7 ] |
| 27    | Artur da Costa e Silva    |  |            | Marechal            | Exército   | [ 7 ] |
| 28    | Emílio Garrastazu Médici  |  |            | General de Exército | Exército   | [ 7 ] |
| 29    | Ernesto Geisel            |  |            | General de Exército | Exército   | [ 7 ] |
| 30    | João Figueiredo           |  |            | General de Exército | Exército   | [ 7 ] |
| 31    | José Sarney               |  | Não serviu | Não serviu          | Não serviu |       |
| 32    | Fernando Collor           |  | Não serviu | Não serviu          | Não serviu |       |
| 33    | Itamar Franco             |  |            | Aspirante a oficial | Exército   | [ 8 ] |
| 34    | Fernando Henrique Cardoso |  | Não serviu | Não serviu          | Não serviu |       |
| 35/39 | Luiz Inácio Lula da Silva |  | Não serviu | Não serviu          | Não serviu |       |
| 36    | Dilma Rousseff            |  | Não serviu | Não serviu          | Não serviu |       |
| 37    | Michel Temer              |  | Não serviu | Não serviu          | Não serviu |       |
| 38    | Jair Bolsonaro            |  |            | Capitão             | Exército   | [ 9 ] |